# A Very Gaga Holiday
Az A Very Gaga Holiday Lady Gaga amerikai énekesnő élő felvételeket tartalmazó középlemeze, amely az ABC csatornán bemutatott A Very Gaga Thanksgiving című hálaadás-napi televíziós különkiadásának népszerűsítésére jelent meg.

## Háttér és felvételek
Lady Gaga egy meglepetésszerű előadás keretében feldolgozta az Orange Colored Sky című dalt a New York-i The Oak Room-ban 2010. szeptember 29-én, majd még egy alkalommal 2011. január 5-én. Később az énekesnő előadta a dalt a Robin Hood Alapítvány támogatása alkalmából szervezett Robin Hood Gálán 2011. május 9-én, és az angliai Carlisle-ben megtartott BBC Radio 1's Big Weekend rendezvényen 2011. május 15-én. Mindkét fellépésen Brian Newman trombitán kísérte az előadást. Gaga ezt követően adta elő újra a dalt az ABC csatorna A Very Gaga Thanksgiving című hálaadás-napi különkiadásában. Az Orange Colored Sky mellett előadta saját változatát a White Christmas című karácsonyi klasszikusból is. Gaga a dal dzsesszes oldalára helyezte a hangsúlyt. Egy második verzével toldotta meg a dalt, miután elmondta: „Ez a dal egyszerűen túl rövid, és egy gyönyörű karácsonyi dal, így hozzáadtam egy ráadás verzét.” Egy fehér hóemberről kezdett el énekelni, akinek azt mondja, hogy a Mikulás már úton van hozzá. A végén a következő mondattal fejezi be: „Oké, szóval feltételezem még nincs nagy fehérség odakint.” 2011. november 23-án bejelentették, hogy mindkét dal felkerült az A Very Gaga Holiday címmel ellátott digitálisan kiadott középlemezre. További két szám is szerepel a számlistán: a 2011-es Born This Way című második nagylemezén szereplő The Edge of Glory és You and I című kislemezek leegyszerűsített változatai. A bejelentés a Barneys New York üzlet Holiday Wonderland Gaga Workshop névre keresztelt karácsonyi műhelyének megnyitása után történt meg. Először csak az Egyesült Államokban, majd világszerte megjelent az iTunes Store és Amazon üzletekben digitális letöltésként.

## Kompozíció
Gaga feldolgozása egy „dzsesszes interpretálása” a White Christmas-nek, és szerepel benne egy hóemberről szóló ráadás verze. Az előadás közepén, az új verze előtt Gaga azt mondja: „Ahogy láthatod nagyon társaságkedvelő vagyok, és egy kicsit félénk, de úgy döntöttem, hogy ez a dal egyszerűen túl rövid. Ez egy olyan gyönyörű karácsonyi dal, de csak egy verzéből áll, így megtoldottam még eggyel.” A The Edge of Glory akusztikus előadása egy monológgal kezdődik, amiben elmagyarázza, hogy a dalt elhunyt nagyapja inspirálta: „Ez a második hálaadás amit a nagypapám nélkül töltök, és róla írtam ezt a dalt, szóval itt is van. Szóval nagymami, ha nézel otthonról, ez most neked szól.”

## Fogadtatás
Az Egyesült Államokban az A Very Gaga Holiday az 52. helyen debütált a Billboard 200 albumeladási listán 2011. december 10-én. Ugyanezen a héten a héten a különkiadás Gaga második nagylemezérnek, a Born This Way-nek az eladásaira is hatással volt, hiszen előző hetéhez képest 416%-kal többet adtak el belőle, szám szerint 47 000 példányszámos eladásával a 72. helyről a 21. helyre lépett előre a Billboard 200-on. Gaga feldolgozása a White Christmas-ből felkerült a 87. helyre a brit kislemezlistára 2011. december 3-án. Ugyanez a verzió 2011. december 24-én a 86. helyen debütált Belgium Flandria régiójának kislemezlistáján, míg a 93. helyen a Japán Hot 100 kislemezlistán. Kanadában a középlemez a 74. helyen nyitott a kanadai albumlistán, illetve Franciaországban felkerült a SNEP albumletöltéseket összesítő listájára a 26. pozícióban.

## Számlista
| 1.    | White Christmas    | Irving Berlin                                | 3:22 |
| 2.    | Orange Colored Sky | Milton DeLugg, Willie Stein                  | 2:33 |
| 3.    | You and I          | Lady Gaga                                    | 3:34 |
| 4.    | The Edge of Glory  | Lady Gaga, Fernando Garibay, DJ White Shadow | 4:52 |
| 14:21 |                    |                                              |      |

## Albumlistás helyezések
| Albumlista (2011)                      | Legjobb helyezés |
| -------------------------------------- | ---------------- |
| Francia digitális albumlista           | 26               |
| Kanadai albumlista                     | 74               |
| US Billboard 200 albumlista            | 52               |
| US Billboard Holiday Albums albumlista | 9                |

## Megjelenések
| Ország/régió     | Dátum              | Formátum           | Kiadó              |
| ---------------- | ------------------ | ------------------ | ------------------ |
| Egyesült Államok | 2011. november 22. | Digitális letöltés | Interscope Records |
| Világszerte      | 2011. november 26. | Digitális letöltés | Interscope Records |

## Fordítás
- Ez a szócikk részben vagy egészben  az   A Very Gaga Holiday című angol Wikipédia-szócikk fordításán alapul.  Az eredeti cikk szerkesztőit annak laptörténete sorolja fel. Ez a jelzés csupán a megfogalmazás eredetét és a szerzői jogokat jelzi, nem szolgál a cikkben szereplő információk forrásmegjelöléseként.